# Holohorî, Zolociv
Holohorî (în ucraineană Гологори) este localitatea de reședință a comunei Holohorî din raionul Zolociv, regiunea Liov, Ucraina.

## Demografie
Componența lingvistică a localității Holohorî
     Ucraineană (99,54%)
     Alte limbi (0,46%)
Conform recensământului din 2001, majoritatea populației localității Holohorî era vorbitoare de ucraineană (99,54%), existând în minoritate și vorbitori de alte limbi.